# ويليام بينينغتون
ويليام بينينغتون (بالإنجليزية: William Pennington)‏ هو محامي وسياسي أمريكي، ولد في 4 مايو 1796 في نيوآرك في الولايات المتحدة، وتوفي بنفس المكان في 16 فبراير 1862. حزبياً، نشط في الحزب الجمهوري.

## مناصب
- انتخب الناطق باسم مجلس النواب الأمريكي.
- انتخب حاكم نيو جيرسي [الإنجليزية]‏ (27 أكتوبر 1837 – 27 أكتوبر 1843).
- انتخب عضو جمعية نيوجيرسي العامة.
- انتخب عضو مجلس النواب الأمريكي.